# Хай живе Вілья!
Хай живе Вілья! (англ. Viva Villa!) — американський вестерн режисера Джека Конуея 1934 року.

## Сюжет
Життєпис Панчо Вільї, який в молодості, помстившись за вбивство свого батька, пішов у гори. Там його в 1910 році розшукав американський репортер Джонні Сайкс, з яким він подружився, і разом вони спустилися до підніжжя, щоб провидець Франциско Мадеро передрік Панчо майбутнє генерала, який очолить революцію. З того часу Панчо, у супроводі свого американського друга, починає піднесення до опозиційної влади, щоб повалити владу легітимну і самому стати на чолі Мексики.

## У ролях
- Воллес Бірі — Панчо Вілья
- Лео Каррільо — С'єрра
- Фей Рей — Тереза
- Дональд Кук — Дон Феліпе де Кастільо
- Стюарт Ервін — Джонні Сайкс
- Генрі Волтголл — Франциско Мадеро
- Джозеф Шилдкраут — генерал Паскаль
- Кетрін Де Мілль — Розіта Моралес
- Джордж Е. Стоун — Еміліо Чавіто